# Giulio Cesare d'Austria

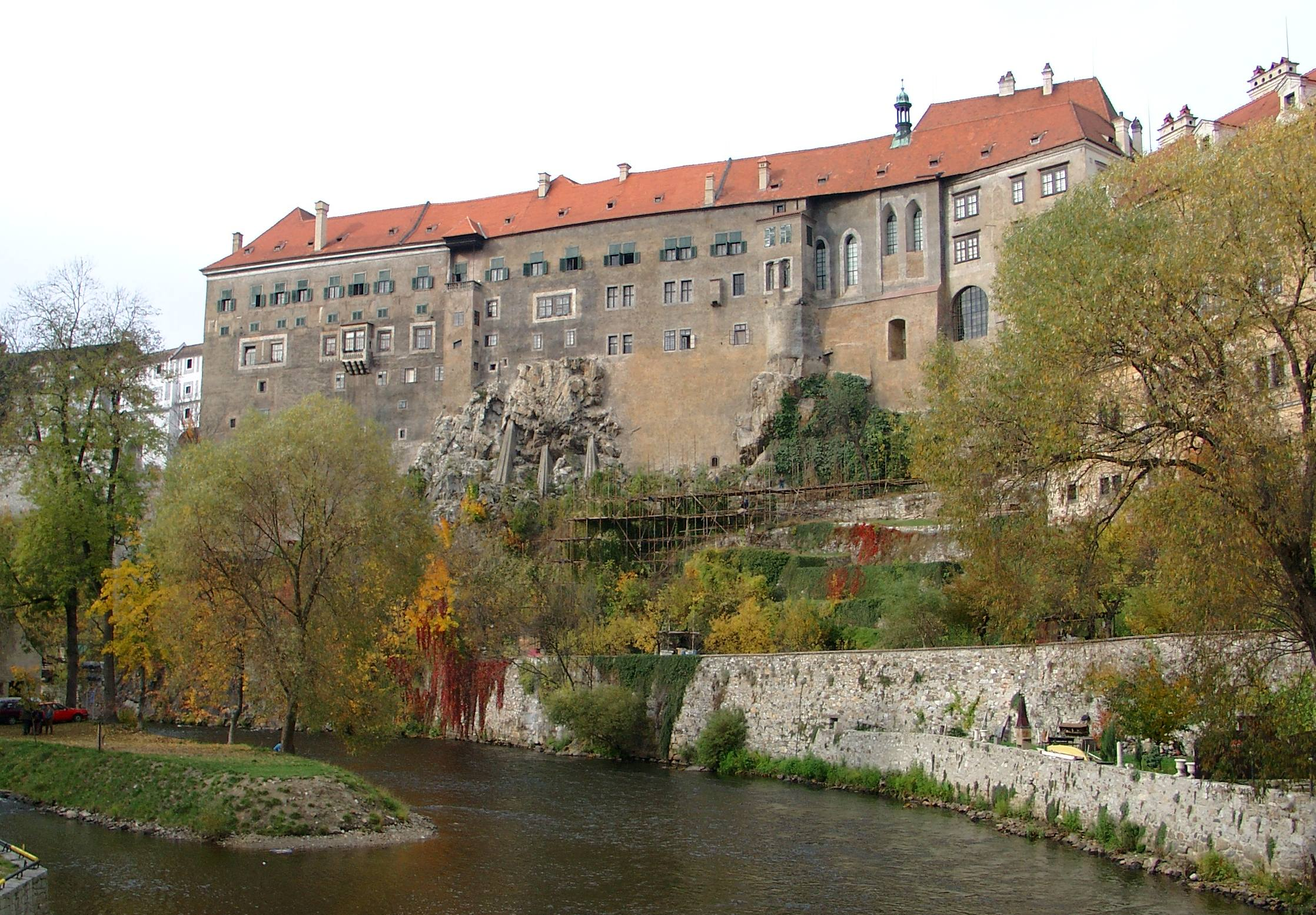
Castello di Český Krumlov.

Giulio Cesare d'Austria (Praga, 1584/1585 – Český Krumlov, 25 giugno 1609) margravio d'Austria, era il figlio illegittimo dell'imperatore del Sacro Romano Impero Rodolfo II d'Asburgo e della sua amante di lunga data, Anna Maria Strada (conosciuta anche come Anna Marie Stradová e Catherina Strada). Schizofrenico, morì scontando l'ergastolo in seguito all'omicidio della sua amante Markéta Pichlerová nel 1608.

## Biografia

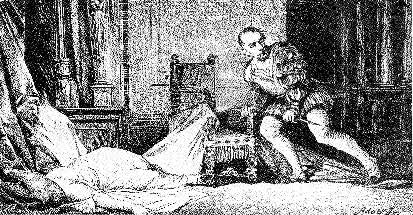
Giulio dopo l'uccisione di Markéta Pichlerová.

Giulio d'Austria nacque nel 1584 o 1585, il maggiore dei sei figli. Nonostante la sua illegittimità, l'imperatore Rodolfo fornì a suo figlio un'istruzione completa e cercò attivamente una buona posizione presso la corte reale.
L'imperatore Rodolfo acquistò il castello di Český Krumlov come sede di suo figlio e don Giulio nacque come primogenito. Nel 1607 Don Giulio invitò Markéta Pichlerová, figlia di un barbiere locale, a vivere con lui. I suoi genitori erano d'accordo. Mostrando segni di schizofrenia, Don Giulio si comportò violentemente nei confronti di Pichlerová, incluso tagliarla e picchiarla. Pensando di averla uccisa, gettò il suo corpo fuori da una finestra, ma la donna sopravvisse e si riprese.

Secondo il cronista locale Václav Březan, «Era così terribilmente danneggiata che non era più un singolo pezzo del corpo, e in queste condizioni fu gettata da lui sulle rocce. Ma non doveva essere la sua ultima ora, perché cadde su un mucchio di spazzatura che le salvò la vita. Una volta che fu di nuovo sana si nascose da lui, ma lui continuava a tornare da sua madre, così Markéta dovette andare di nuovo da lui».
Don Giulio chiese che i suoi genitori le permettessero di tornare. Quando suo padre si rifiutò, don Giulio lo mise in prigione. Dopo cinque settimane, il padre cedette e Markéta tornò da Giulio. Lunedì 18 febbraio 1608, don Giulio uccise Markéta e ne sfigurò il corpo. Březan registrò l'evento: «Il 18 febbraio, Giulio, quel terribile tiranno e diavolo, bastardo dell'imperatore, ha fatto una cosa incredibilmente terribile alla sua compagna di letto, la figlia di un barbiere, quando le ha tagliato la testa e altre parti del suo corpo, e la gente ha dovuto metterla nella sua bara in pezzi singoli».
L'imperatore Rodolfo non difese suo figlio e ordinò la sua prigionia per il resto della sua vita. Giulio morì il 25 giugno 1609 dopo aver mostrato segni significativi di schizofrenia, rifiutandosi di fare il bagno e vivendo nello squallore; la sua morte venne apparentemente causata da un'ulcera alla gola che si era rotta.

## Ascendenza
|                                                      |                   |                                                               | Genitori                                           |  |  | Nonni |  |  | Bisnonni                                           |  |  | Trisnonni                       |  |
|                                                      |                   |                                                               |                                                    |  |  |       |  |  | 8. Ferdinand I, imperatore del Sacro Romano Impero |  |  | 16. Philipp I, duca di Borgogna |  |
|                                                      |                   |                                                               |                                                    |  |  |       |  |  | 8. Ferdinand I, imperatore del Sacro Romano Impero |  |  | 16. Philipp I, duca di Borgogna |  |
|                                                      |                   | 17. Juana I, regina di Castiglia, León ed Aragona             |                                                    |  |  |       |  |  | 8. Ferdinand I, imperatore del Sacro Romano Impero |  |  |                                 |  |
| 4. Maximilian II, imperatore del Sacro Romano Impero |                   |                                                               |                                                    |  |  |       |  |  | 8. Ferdinand I, imperatore del Sacro Romano Impero |  |  |                                 |  |
|                                                      |                   | 9. Anna Jagiellonka                                           | 18. Władysław II, re di Boemia, Ungheria e Croazia |  |  |       |  |  |                                                    |  |  |                                 |  |
|                                                      |                   | 9. Anna Jagiellonka                                           | 18. Władysław II, re di Boemia, Ungheria e Croazia |  |  |       |  |  |                                                    |  |  |                                 |  |
|                                                      |                   | 9. Anna Jagiellonka                                           | 19. Anne de Foix-Candale                           |  |  |       |  |  |                                                    |  |  |                                 |  |
| 2. Rudolf II, imperatore del Sacro Romano Impero     |                   | 9. Anna Jagiellonka                                           |                                                    |  |  |       |  |  |                                                    |  |  |                                 |  |
|                                                      |                   | 10. Karl V, imperatore del Sacro Romano Impero e re di Spagna | 20. Philipp I, duca di Borgogna (= 16)             |  |  |       |  |  |                                                    |  |  |                                 |  |
|                                                      |                   | 10. Karl V, imperatore del Sacro Romano Impero e re di Spagna | 20. Philipp I, duca di Borgogna (= 16)             |  |  |       |  |  |                                                    |  |  |                                 |  |
|                                                      |                   | 10. Karl V, imperatore del Sacro Romano Impero e re di Spagna | 21. Juana I, regina di Castiglia e León (= 17)     |  |  |       |  |  |                                                    |  |  |                                 |  |
| 5. María de Austria y Portugal                       |                   | 10. Karl V, imperatore del Sacro Romano Impero e re di Spagna |                                                    |  |  |       |  |  |                                                    |  |  |                                 |  |
|                                                      |                   | 11. Isabel d'Aviz                                             | 22. Manuel, re del Portogallo                      |  |  |       |  |  |                                                    |  |  |                                 |  |
|                                                      |                   | 11. Isabel d'Aviz                                             | 22. Manuel, re del Portogallo                      |  |  |       |  |  |                                                    |  |  |                                 |  |
|                                                      |                   | 11. Isabel d'Aviz                                             | 23. María de Aragón                                |  |  |       |  |  |                                                    |  |  |                                 |  |
| 1. Julius Caesar von Österreich                      |                   | 11. Isabel d'Aviz                                             |                                                    |  |  |       |  |  |                                                    |  |  |                                 |  |
|                                                      | 12. Jacopo Strada | …                                                             |                                                    |  |  |       |  |  |                                                    |  |  |                                 |  |
|                                                      | 12. Jacopo Strada | …                                                             |                                                    |  |  |       |  |  |                                                    |  |  |                                 |  |
|                                                      | 12. Jacopo Strada | …                                                             |                                                    |  |  |       |  |  |                                                    |  |  |                                 |  |
| 6. Ottavio Strada                                    | 12. Jacopo Strada |                                                               |                                                    |  |  |       |  |  |                                                    |  |  |                                 |  |
|                                                      |                   | 13. Ottilia Schenk                                            | …                                                  |  |  |       |  |  |                                                    |  |  |                                 |  |
|                                                      |                   | 13. Ottilia Schenk                                            | …                                                  |  |  |       |  |  |                                                    |  |  |                                 |  |
|                                                      |                   | 13. Ottilia Schenk                                            | …                                                  |  |  |       |  |  |                                                    |  |  |                                 |  |
| 3. Anna Maria Strada                                 |                   | 13. Ottilia Schenk                                            |                                                    |  |  |       |  |  |                                                    |  |  |                                 |  |
|                                                      |                   | …                                                             | …                                                  |  |  |       |  |  |                                                    |  |  |                                 |  |
|                                                      |                   | …                                                             | …                                                  |  |  |       |  |  |                                                    |  |  |                                 |  |
|                                                      |                   | …                                                             | …                                                  |  |  |       |  |  |                                                    |  |  |                                 |  |
| 7. Marií Hofmeisterovou                              |                   | …                                                             |                                                    |  |  |       |  |  |                                                    |  |  |                                 |  |
|                                                      |                   | …                                                             | …                                                  |  |  |       |  |  |                                                    |  |  |                                 |  |
|                                                      |                   | …                                                             | …                                                  |  |  |       |  |  |                                                    |  |  |                                 |  |
|                                                      |                   | …                                                             | …                                                  |  |  |       |  |  |                                                    |  |  |                                 |  |
|                                                      |                   | …                                                             |                                                    |  |  |       |  |  |                                                    |  |  |                                 |  |